# Ostmelanesische Inseln

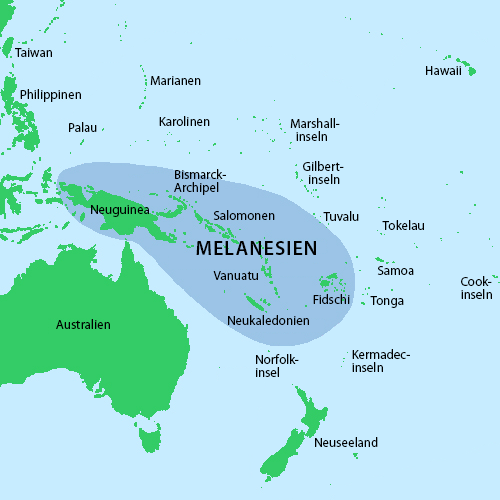
Melanesien

Als Ostmelanesische Inseln (engl. East Melanesian Islands), auch Solomons-Vanuatu-Bismarck moist forests, bezeichnet man in der Biogeographie einen Teil Melanesiens. 
Die Region zählt zu den Biodiversitäts-Hotspots und ist eine der Global-200-Ökoregionen. Sie umfasst den Bismarck-Archipel (einschließlich der Admiralitätsinseln) mit den Hauptinseln Neubritannien und Neuirland, die Salomon-Inseln, die Neuen Hebriden und die Banks- und Torres-Inseln. Insgesamt handelt es sich um rund 1600 Inseln. Politisch umfasst das Gebiet den östlichen Teil Papua-Neuguineas, die Salomonen und Vanuatu. 
Die Ostmelanesische Inseln sind wiederum unterteilt in fünf Ökoregionen:
- Admiralty Islands lowland rain forests
- New Britain-New Ireland lowland rain forests
- New Britain-New Ireland montane rain forests
- Solomon Islands rain forests
- Vanuatu rain forests